# Ajaeng
Ajaeng ist eine siebensaitige, mit einem Holzstab gestrichene Wölbbrettzither, die in der traditionellen koreanischen Hofmusik gespielt wird. In dieser, in ihrer Struktur und dem Einsatz der Instrumente festgelegten zeremoniellen Musik sorgt sie zusammen mit der Fidel haegeum für das Melodiegerüst. Die im 20. Jahrhundert entwickelte, kleinere Version sanjo ajaeng kommt im Volksmusikstil sanjo solistisch zum Einsatz.

## Bauform und Spielweise
Charakteristisch für die Familie der ostasiatischen Wölbbrettzithern wie die chinesische guzheng, die japanische wagon und die japanische koto ist ein langrechteckiger Korpus aus einem Holzblock, zwischen dessen Enden parallel verlaufende Saiten über einzelne, in einer diagonalen Linie aufgestellte Stege gespannt sind. Die traditionelle Form der ajaeng ist 160 Zentimeter lang und 24 Zentimeter breit, bei knapp 10 Zentimetern Höhe. Der Korpus besteht aus einem Stück Paulownienholz, die sieben, recht dicken Saiten werden aus gedrehter Seide hergestellt. Jede führt vom Rand der Unterseite über einen schmalen Steg in der Mitte bis zu einem gemeinsamen gerundeten Steg am oberen Ende. Die Saiten werden kurz vor diesem Steg mit einem 65 Zentimeter langen, geraden Zweig einer Forsythie gestrichen, dessen raue Oberfläche mit Harz eingerieben wird. Gelegentlich verwenden Musiker in jüngster Zeit auch einen leicht gekrümmten Streichbogen.
Die siebensaitige ajaeng verfügt über den engsten Tonumfang aller koreanischen Saiteninstrumente. Für die einheimische Hofmusik hyangak beträgt der Ambitus eine None und die Stimmung lautet A♭ – B♭ – c – e♭ – f – a♭ – b♭, eine Duodezime für den chinesischen Musikstil dangak, beide in pentatonischer Stimmung. Die Stege können zum Umstimmen verschoben werden. Bei einem neu entwickelten neunsaitigen Instrument erweitert sich der Tonumfang nach oben um c’ und e♭’. Die in der Volksmusik eingesetzte sanjo ajaeng ist mit 120 Zentimetern kürzer, ihre acht Saiten sind eine Oktave höher auf G – C – d – g – c’ – d’ – c’’ gestimmt.
Die sechssaitige gezupfte koreanische Zither geomungo (kŏmun'go) und die zwölfsaitige gayageum ruhen in Spielposition quer auf den Oberschenkeln des am Boden sitzenden Musikers, im Unterschied dazu sitzt der ajaeng-Spieler vor seinem, durch ein an der rechten Seite untergeschobenes Holzgestell in eine schräge Position gebrachten Instrument. Der Saitenabstand ist relativ groß, sodass sich die ajaeng nicht für eine schnelle Spielweise mit kurzen Einzelnoten eignet, stattdessen werden Töne durch Legato-Spiel über benachbarte Saiten miteinander verbunden. Gleichzeitig lassen sich die Saiten mit der linken Hand unterhalb der Stege niederdrücken, was die Töne gleitend um mehrere Notenwerte erhöht und zu einem jaulenden Klangergebnis führt.
Eine koreanische Eigenart mancher musikalischer Formen sind yonŭm („verbindende Töne“), melodische Überleitungen zwischen zwei kompositorischen Einheiten. Ein yonŭm wird dazwischengeschaltet, wenn führende Instrumente wie die Kegeloboe piri und die Trommel janggu pausieren. An deren Stelle übernehmen die Querflöte daegeum und die Fidel haegeum oder die kleinere Querflöte dangjeok zusammen mit der ajaeng.

## Herkunft und Verbreitung

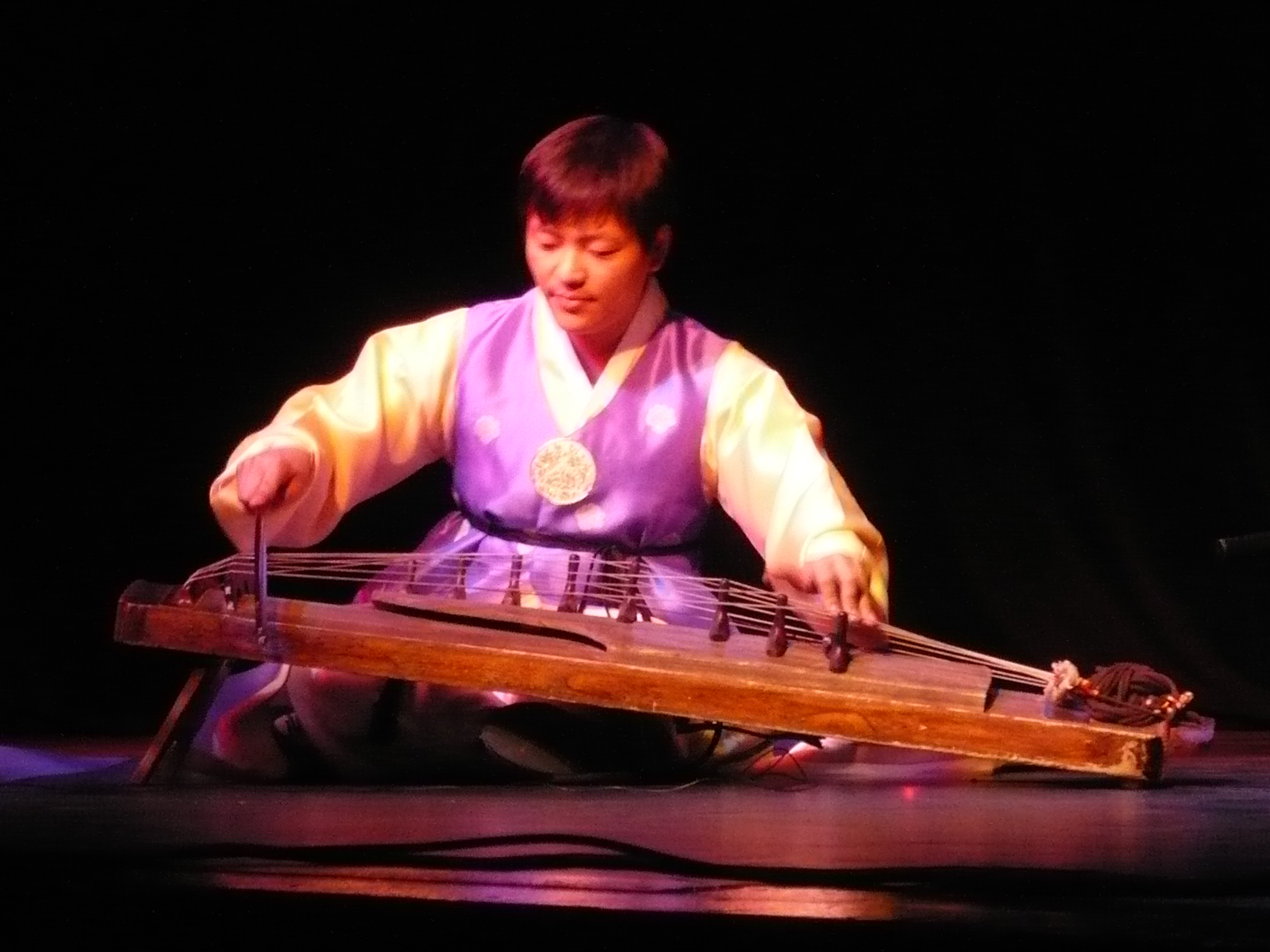
Der ajaeng-Spieler Shin Hyeon-sik

Die chinesische, mit einem Stab gestrichene Wölbbrettzither yazheng kam zusammen mit der 15-saitigen „großen Zither“ taejang während der Goryeo-Dynastie (918–1392) auf die koreanische Halbinsel, wo die Streichzither den Namen ajaeng erhielt und zunächst in der nach ihrem Ursprung in der Tang-Dynastie dangak (tang-akgi) genannten, später auch in der einheimischen hyangak-Musik gespielt wurde. In der dangak-Musik ist die ajaeng eines von 13 Instrumenten, zu den weiteren gehören unter anderem als Saiteninstrumente die Fidel haegeum, die viersaitige Laute tang pipa, die viersaitige Laute wolgum mit einem kreisrunden Korpus, die Zither taejang sowie die Blasinstrumente taepyeongso und tang piri und als Trommel die sanduhrförmige janggu.
Für hyangak waren früher in der zeremoniellen Hofmusik gayageum, geomungo, pipa, die lange Querflöte daegeum und das Doppelrohrblattinstrument piri typisch. Beide Musikstile in langsamem Tempo gehören zusammen und werden a-ak („vornehme Musik“) genannt. Allgemein dominieren die Blasinstrumente; die hoch tönende piri spielt die Melodie, ajaeng und haegeum steuern das Melodiegerüst bei und die Bambusflöte daegum ornamentiert. Ajaeng und die höher klingende haegeum spielen dieselbe Melodiefolge. Im 15. Jahrhundert waren fünf staatliche Institutionen für Erhalt und Pflege der höfischen a-ak-Musik zuständig. Für die eher private Hofmusik wurden junge Tänzerinnen im Instrumentalspiel ausgebildet. Nach der Hofchronik von König Sejong (reg. 1418–1450), Sejong sillok, erlernten die Mädchen 1443 das Spiel der Wölbbrettzithern einschließlich der ajaeng, der gängigen Blasinstrumente und der Trommel janggu.
In der koreanischen Klassifikation der Musikinstrumente nach dem Material gehört die ajeng zu den elf Seideninstrumenten. In der Abhandlung Akhak Kwebom von 1493 werden die verschiedenen Stimmungen und Modi einer ajaeng aufgezählt und ihre Aufgabe in den verschiedenen Musikensembles beschrieben. Gemäß der typologischen Klassifizierung gehören die ajaeng und die haegeum nicht zu den Saiten-, sondern zu den Blasinstrumenten. Bei Saiteninstrumenten wie den anderen Wölbbrettzithern werden die Saiten gezupft oder geschlagen und produzieren einen kurz erklingenden Ton. Entscheidend für die Einordnung ist die Kontinuität des gestrichenen Tons, welcher dem durch strömende Luft erzeugten Ton der Blasinstrumente entspricht.
Die kleinere sanjo ajaeng spielt in Volksmusikensembles des minsogak-Stils, zur Begleitung von Schamanentänzen und im Solostil sanjo, der zum minsogak  gezählt wird. Beim sanjo werden unterschiedliche, virtuos auftretende Melodieinstrumente dezent von der Sanduhrtrommel janggu begleitet. Der sanjo-Stil entstand Ende des 19. Jahrhunderts, zunächst für die Wölbbrettzither gayageum, später ergänzt um praktisch alle koreanischen Melodieinstrumente. Nach 1945 kamen Versionen für ajaeng und die Kegeloboe soenap (in China suona) hinzu. Han Ilseop (1929–1973) prägte entscheidend den Stil ajaeng sanjo, der vermutlich erstmals 1948 aufgeführt wurde. Ein bekannter heutiger ajaeng-Spieler ist Pak Jongseon (* 1941). Seit den 1960er Jahren wird sanjo an Musikhochschulen unterrichtet.
Sinawi ist ein anderer instrumentaler Musikstil, der seinen Ursprung in schamanistischen Ritualen hat. Falls gelegentlich der Schamane oder einer seiner Begleiter zusätzlich einen Gesang anstimmt, wird der Stil gueum („Mundmusik“) genannt. Später entwickelten professionelle Musiker in den Städten daraus eine weitere, konzertante Form des sinawi. Ein bekannter ajaeng- und piri-Spieler der schamanischen Musiktradition war Kang Hansu (1930–1987). Chae Gyeman (1915–2002) spielte 40 Jahre lang ajaeng als musikalische Begleitung in einer Frauentheatergruppe.
Die ajaeng wird auch in den Werken moderner koreanischer Komponisten verwendet, von denen sich viele auf die traditionellen Instrumente und musikalischen Formen beziehen. Bak Jongseon (* 1941), ein Schüler von Han Ilseop, spielt neben ajaeng sanjo auch taepyeongso, daegeyum, gayageum, janggu und die Fasstrommel buk.